# 빌라다다
빌라다다(이탈리아어: Villa d'Adda, 롬바르디아어: Éla d'Ada, 라틴어: Villa Ripae Abduae)는 이탈리아 롬바르디아주 베르가모도의 코무네이다. 밀라노에서 북동쪽으로 약 35킬로미터 지점, 베르가모에서 북서쪽으로 약 17킬로미터 지점에 위치해 있다.
총 면적은 5.98 제곱 킬로미터, 고도는 286미터이다. 2022년 3월 31일 기준 인구 수는 4,641명이다.